# Più (rivista)
Più è stata una rivista contenitore di fumetti e rubriche, pubblicata in Italia da Editoriale Domus negli anni Ottanta.
Conteneva varie serie di produzione italiana di noti autori come Leone Cimpellin e Umberto Manfrin oltre a traduzioni di opere di autori stranieri come François Corteggiani, Pierre Tranchand, Saint Thomas e Pierre Seron (Fohal), con note serie francesi come Adalberto & Co. e statunitensi come The Transformers della Marvel Comics. Proponeva brevi fotoromanzi da prologo a storie libere di diversi disegnatori come Aldo Di Gennaro e Dino Battaglia e articoli di costume e didattici realizzati anche da Carlo Peroni.